# Ursula Buchfellner
Ursula Buchfellner (n. 8 iunie 1961, München) este o actriță și fotomodel german. Numărul cel mai mare de roluri jucate de ea, au fost în filmele erotice produse de studioul Lisa Film. Ea va juca sub diferite nume ca: Uschi Buchfellner, Ursula Fellner, Ulla Maris și Ursula Mari. Ursula este prima Playmate german, care a reușit să devină „Miss October“ în revista americană Playboy.

## Date biografice
Ursula Buchfellner s-a născut într-o familie cu zece copii, într-un azil pentru asociali la marginea orașului München,  tatăl ei fiind un alcoolist.
Frații ei mai mari pentru întreținerea familiei, au început să lucreze de timpuriu. Ursula a început să lucreze de la vârsta de 15 ani, ca vânzătoare într-o cofetărie. Ea este descoperită în anul 1977 de un redactor al revistei Playboy, care o învită la Fotoshooting pentru „Playmate“. Deoarece avea numai 16 ani, ea are nevoie de consințământul părinților și va fi încurajată de un unchi care numește ocazia ca "șansa vieții".
După terminarea seriei de fotografii care apar în decembrie 1977 sub titlul "Lucrururile dulci ale Ursulei". Ea primește suma de 4000 DM (mărci). După publicarea fotografiillor s-a aflat că Ursula era minoră lucru care a declanșat reacții diferite. Vecinii ei o considerau o fată depravată, fiind insultată frecvent. În schimb în presa erotică internațională ea are succes pozele ei fiind preluate în revistele și magazinele Lui, High Society și Playboy. Magazinul Penthouse, îi face în anul 1979 o propunere cu o ofertă de 80.000 dollari, pe care ea îl refuză.
Pe la sfărșitul anilor 1970 ea va juca diferite roluri în filme erotice germane ca: serialul "Schulmädchen-Report", "Popcorn und Himbeereis, Drei kesse Bienen auf den Philippinen" și Der letzte Harem unde folosește pseudonime.
La sfârșitul anilor 1980, declară că încheie cariera de fotomodel și actriță de roluri eotice. Ea, spre deosebire de colega ei Sibylle Rauch,  începe să joace în filme serioase ca: "Peter Steiners TheaterstadlĂ sau serialele "Zum Stanglwirt" și "Die Wicherts von nebenan". Pe lângă aceasta a absolvit școala de cosmeticieni și devine astroloagă. Ursula trăiește împreună cu afaceristul Rolf Eden în Elveția.

## Filmografie
- 1978: Popcorn und Himbeereis
- 1979: Drei kesse Bienen auf den Philippinen
- 1979: Hot Dogs auf Ibiza
- 1980: Kreuzberger Liebesnächte
- 1980: Heiße Kartoffeln (Himbeereis und heiße Mädchen)
- 1980: Der Kurpfuscher und seine fixen Töchter
- 1980: Jungfrau unter Kannibalen
- 1980: Drei Lederhosen in St. Tropez
- 1981: Sadomania – Hölle der Lust
- 1981: Die nackten Superhexen vom Rio Amore
- 1981: Der letzte Harem
- 1982: Salut la puce
- 1983: Der Trotzkopf (serial TV)
- 1984: Heiße Wickel kalte Güsse (Fernsehserie)
- 1984: Ausgeträumt
- 1994–1997: Zum Stanglwirt (serial)
- 1994–1998: Peter Steiners Theaterstadl
- 1995: Tierärztin Christine – partea 2 -a (film-TV)